# Amicale Française

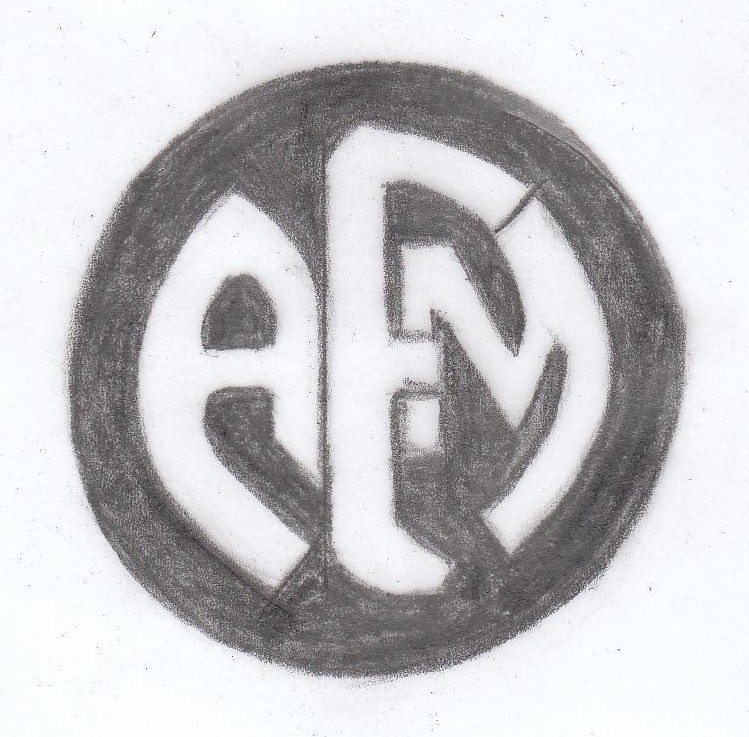
Schwarz-weiß Skizze des Vereinswappens vom Amicale Française Mexique (AFM) aus der Saison 1920/21 nach der Abbildung eines Massagekoffers auf S. 89 des Libro de oro del fútbol mexicano von J. Cid y Mulet, Mexiko 1960.

Amicale Française, oft auch mit dem vorgenannten Artikel Le ausgestattet und als L’Amicale Française bezeichnet, war ein Fußballverein in Mexiko-Stadt. Er wirkte in den Spielzeiten 1913/14 und 1920/21 in der Hauptstadtliga mit und nahm 1921 am Campeonato del Centenario teil, wo er bis ins Halbfinale vorstieß und erst in der Verlängerung gegen Asturias unterlag. Außerdem erreichte die Mannschaft in der Saison 1913/14 das Pokalfinale, das sie mit folgender Aufstellung bestritt: Lombard – Guillaume, Leautaud – Reynaud, Picoul (oder Pecoul), F. Mariaud –  A. Lussignol (oder Sussignol), Mermelin (Hermelin) Jr., W. Cox, Piroud, Ernesto Spitalier.

## Geschichte
Der Verein wurde Mitte 1911 von Schülern einer religiösen Schule gegründet. Alle Spieler der frühen Jahre waren Franzosen oder in Mexiko geborene Kinder französischer Einwanderer. In den ersten Jahren wurden sämtliche Begegnungen vereinsintern bestritten oder man trat in Freundschaftsspielen gegen andere Mannschaften an. An Turnieren nahm Amicale Française dagegen nicht teil. Das änderte sich in der Saison 1913/14, als der Verein erstmals am Spielbetrieb der Liga Mexicana de Football Amateur teilnahm. Nach der Saison, die auf dem letzten Platz beendet wurde, fiel die Mannschaft auseinander, weil einige ihrer Spieler nach Frankreich zurückkehrten, um für ihr Heimatland in den Krieg zu ziehen.
So blieb es Jahre später Emilio Spitalier vorbehalten, die Mannschaft mit neuem Leben zu erfüllen. Spittalier war ursprünglich im November 1910 nach Mexiko gekommen und unmittelbar nach der Vereinsgründung von Amicale Française in die Mannschaft aufgenommen worden. Auch er war für Frankreich in den Krieg gezogen und machte sich sofort nach seiner Rückkehr nach Mexiko an den Wiederaufbau der auseinander gefallenen Mannschaft.
Das neu gestaltete Team der „Franzosen“ bestand noch immer mehrheitlich, aber nicht mehr ausschließlich, aus Franzosen. Durch ihre leidenschaftliche und faire Spielweise verschaffte die Mannschaft sich viele Sympathien beim Publikum. Dennoch konnte der Verein sich nicht dauerhaft etablieren und wurde 1924 aufgelöst. Seine besten Spieler wechselten hauptsächlich zum CF México und FV Germania.